# アラン・ニードルマン
アラン・ニードルマン(Alan Needleman、1944年9月2日-)は、アメリカ合衆国の工学研究者で、テキサスA&M大学の材料科学、工学の教授である。2009年以前は、ブラウン大学の固体構造力学の教授であった。

## 生い立ちと教育
1996年にペンシルベニア大学で学士号、1967年と1970年にハーバード大学のジョン・ハッチンソンの下で修士号と博士号を得た。

## 研究とキャリア
1970年から1975年まで、マサチューセッツ工科大学で応用数学の講師、准教授を務めていた。1975年からはブラウン大学で工学部の教授を務め、1988年から1991年には工学部長を務めた。また、アメリカ機械学会応用力学支部の支部長を務めた。
研究分野は、構造材料、特に金属の変形と破壊のプロセスのコンピュータシミュレーションで、材料の微細構造の測定可能（できれば制御可能）な特徴と、その巨視的機械的挙動の間の量的関係の解明を目的としていた。進行中の研究プロジェクトには、展延性破壊と展延性-脆性遷移、不均一微細構造中のき裂成長における界面の役割、非局所的離散転位塑性、疲労き裂成長、脆性固体の高速破壊等がある。
材料学と力学の分野で、ジョン・ハッチンソン、スブラ・シュレスらとしばしば共同で研究を行う。

## 受賞等
ニードルマンは、全米技術アカデミー会員、アメリカ機械学会及びアメリカ力学会のフェロー、フランス材料力学グループの名誉会員、デンマーク応用数学力学センターの外国人会員である。科学情報研究所のScience Citation Indexでは、工学と材料学の両分野で引用頻度の高い著者とされている。1994年の金属破壊の3Dモデリングに関する論文は、Computerworld-Smithsonian Awardの科学カテゴリーの最終候補となった。2006年には、ウィリアム・プラーガーメダルとドラッカーメダルを受賞し、デンマーク工科大学から名誉博士号を授与された。また、2011年には、ティモシェンコ・メダルを受賞した。

## 主な論文
- V. Tvergaard; A. Needleman (January 1984). “Analysis of the cup-cone fracture in a round tensile bar”. Acta metallurgica (英語). 32 (1): 157–169. doi:10.1016/0001-6160(84)90213-X. ISSN 0001-6160. Wikidata Q105187572.
- A. Needleman (1 September 1987). “A Continuum Model for Void Nucleation by Inclusion Debonding”. Journal of Applied Mechanics (英語). 54 (3): 525–531. doi:10.1115/1.3173064. ISSN 0021-8936. Zbl 0626.73010. Wikidata Q105184969.
- X.-P. Xu; A. Needleman (September 1994). “Numerical simulations of fast crack growth in brittle solids”. Journal of the Mechanics and Physics of Solids (英語). 42 (9): 1397–1434. doi:10.1016/0022-5096(94)90003-5. ISSN 0022-5096. Zbl 0825.73579. Wikidata Q56432783.